# Universität Limpopo
Die Universität Limpopo (englisch University of Limpopo, kurz UL) ist eine Universität in der Provinz Limpopo in Südafrika. Sie entstand 2005 durch die Zusammenlegung der 1959 gegründeten University of the North und der 1976 gegründeten Medical University of Southern Africa (Medunsa). Die UL hatte bis 2014 zwei Campusbereiche, den Medunsa Campus, den ehemaligen Standort der Medical University of Southern Africa, und den nun einzigen Turfloop Campus. Der Campus befindet sich östlich von Polokwane im Ort Mankweng.

## Organisation
Die UL wird vom Vizekanzler geleitet, zum Executive Management gehören im Weiteren zwei stellvertretende Vizekanzler, geschäftsführende Dekane, ein Studiendekan, ein Prüfungsbeamter sowie ein CFO und ein CHRO. Der Kanzler ist der höchste Repräsentant der Universität. Die Leitung ist dem Universitätsrat verantwortlich.
Die Universität ist in vier Fakultäten gegliedert:
- Fakultät für Gesundheitswissenschaften auf dem Turfloop Campus
- Fakultät für Geisteswissenschaften
- Fakultät für Naturwissenschaften und Landwirtschaft
- Fakultät für Wirtschafts- und Rechtswissenschaften

Die Fakultäten sind unterteilt in Schools.
Im Jahr 2014 wurde der Medunsa-Campus auf dem Territorium der Provinz Gauteng aus der Hochschule ausgegliedert und beherbergt seither die neue Sefako Makgatho Health Sciences University.